# سیارک ۴۵۲۹۹
سیارک ۴۵۲۹۹ (به انگلیسی: 45299 Stivell، نامگذاری:2000AL43) چهل و پنج هزار و دویست و نود و نهمین سیارک کشف شده‌است که در ۶ ژانویه ۲۰۰۰ کشف شد.